# The Voice Senior/Staffel 2
Die zweite Staffel der Castingshow The Voice Senior wurde vom 24. November bis 15. Dezember 2019 ausgestrahlt. Die Moderation übernahmen erneut Thore Schölermann und Lena Gercke und der Jury gehörten wie in der ersten Staffel das Duo Alec Völkel und Sascha Vollmer von der Band The BossHoss, die Sängerin und Schauspielerin Yvonne Catterfeld, der Sänger Sasha sowie erstmals der Sänger und Songwriter Michael Patrick Kelly an.
Gewinnerin der zweiten Staffel wurde Monika Smets.

## Erste Phase: Die Blind Auditions
Die Teilnehmer für die „Blind Auditions“ der ersten Staffel wurden zeitgleich bei den „Scoutings“ der The Voice of Germany/Staffel 9 ausgewählt, die im Frühjahr 2019 stattfanden. Diese Castings wurden nicht im Fernsehen gesendet. Die ersten beiden Folgen der „Blind Auditions“ wurden am 20. und 21. Juni 2019 im Studio Adlershof in Berlin aufgezeichnet und in zwei Fernsehsendungen am 24. November und 1. Dezember 2019 auf Sat.1 ausgestrahlt.
Folgende Kandidaten erhielten alle vier Jurystimmen: Eva Norel, Dennis LeGree, John Wiseman, Michael Poteat, Agata Mongiovi Bonafe und Klaus Diercks. Von diesen sechs entschieden sich drei für Yvonne, eine für Michael Patrick, eine für BossHoss und einer für Sasha.
| Auftritt | Sänger/in                    | Alter   | Song                                     | Coach-Entscheidung          | Coach-Entscheidung          | Coach-Entscheidung          | Coach-Entscheidung          |
| Auftritt | Sänger/in                    | Alter   | Song                                     | Michael Patrick             | The BossHoss                | Yvonne                      | Sasha                       |
| -------- | ---------------------------- | ------- | ---------------------------------------- | --------------------------- | --------------------------- | --------------------------- | --------------------------- |
| 1        | Renate Akkermann             | 80      | Schau mich bitte nicht so an             | —                           | Grünes Häkchensymbol für ja | Grünes Häkchensymbol für ja | —                           |
| 2        | Dieter „Monty“ Bürkle        | 75      | Delilah                                  | —                           | Grünes Häkchensymbol für ja | Grünes Häkchensymbol für ja | Grünes Häkchensymbol für ja |
| 3        | Eva Norel                    | 67      | All By Myself                            | Grünes Häkchensymbol für ja | Grünes Häkchensymbol für ja | Grünes Häkchensymbol für ja | Grünes Häkchensymbol für ja |
| 4        | Cilli Hagedorn Benzler       | 94      | Der erste Lack ist ab                    | —                           | —                           | —                           | —                           |
| 5        | Ernst Turba & Rüdiger Zaczyk | 66 / 61 | She Loves You                            | Grünes Häkchensymbol für ja | —                           | Grünes Häkchensymbol für ja | Grünes Häkchensymbol für ja |
| 6        | Dennis LeGree                | 65      | Unchained Melody                         | Grünes Häkchensymbol für ja | Grünes Häkchensymbol für ja | Grünes Häkchensymbol für ja | Grünes Häkchensymbol für ja |
| 7        | Lutz Adam                    | 66      | Amarillo By Morning                      | Grünes Häkchensymbol für ja | —                           | Grünes Häkchensymbol für ja | Grünes Häkchensymbol für ja |
| 8        | Silvia Christoph             | 68      | Piece of My Heart                        | Grünes Häkchensymbol für ja | Grünes Häkchensymbol für ja | Grünes Häkchensymbol für ja | —                           |
| 9        | Juandalynn R. Abernathy      | 64      | Almost There (The Princess and The Frog) | —                           | —                           | —                           | —                           |
| 10       | Lutz Hiller                  | 62      | St. Pauli                                | —                           | —                           | —                           | Grünes Häkchensymbol für ja |
| 11       | John Wiseman                 | 81      | My Way                                   | Grünes Häkchensymbol für ja | Grünes Häkchensymbol für ja | Grünes Häkchensymbol für ja | Grünes Häkchensymbol für ja |

| Auftritt | Sänger/in             | Alter | Song                                           | Coach-Entscheidung          | Coach-Entscheidung          | Coach-Entscheidung          | Coach-Entscheidung          |
| Auftritt | Sänger/in             | Alter | Song                                           | Michael Patrick             | The BossHoss                | Yvonne                      | Sasha                       |
| -------- | --------------------- | ----- | ---------------------------------------------- | --------------------------- | --------------------------- | --------------------------- | --------------------------- |
| 12       | Jörg Ahlich           | 60    | I’d Do Anything for Love (But I Won’t Do That) | —                           | Grünes Häkchensymbol für ja | —                           | Grünes Häkchensymbol für ja |
| 13       | Michael Poteat        | 60    | Just Once                                      | Grünes Häkchensymbol für ja | Grünes Häkchensymbol für ja | Grünes Häkchensymbol für ja | Grünes Häkchensymbol für ja |
| 14       | Jenny Evans           | 65    | Alone Again (Naturally)                        | —                           | Grünes Häkchensymbol für ja | —                           | Grünes Häkchensymbol für ja |
| 15       | Dieter Waldhelm       | 80    | Granada                                        | Grünes Häkchensymbol für ja | —                           | —                           | —                           |
| 16       | David Warwick         | 65    | She                                            | Grünes Häkchensymbol für ja | Grünes Häkchensymbol für ja | —                           | —                           |
| 17       | Renate Remmelt        | 69    | Siebentausend Rinder                           | —                           | —                           | —                           | —                           |
| 18       | Agata Mongiovi Bonafe | 60    | Chain of Fools                                 | Grünes Häkchensymbol für ja | Grünes Häkchensymbol für ja | Grünes Häkchensymbol für ja | Grünes Häkchensymbol für ja |
| 19       | Monika Smets          | 68    | Lascia ch’io pianga                            | —                           | Grünes Häkchensymbol für ja | —                           | Grünes Häkchensymbol für ja |
| 20       | Rainer Bach           | 71    | Ich möcht’ so gern Dave Dudley hör’n           | Grünes Häkchensymbol für ja | —                           | —                           | —                           |
| 21       | Lore Duwe             | 84    | Über sieben Brücken mußt du gehn               | —                           | —                           | —                           | —                           |
| 22       | Thomas Nestler        | 63    | White Christmas                                | —                           | —                           | Grünes Häkchensymbol für ja | —                           |
| 23       | Klaus Diercks         | 66    | Hoochie Coochie Man                            | Grünes Häkchensymbol für ja | Grünes Häkchensymbol für ja | Grünes Häkchensymbol für ja | Grünes Häkchensymbol für ja |

## Zweite Phase: Die Sing Offs
Die Sing Offs wurden am 16. August 2019 im Berliner Studio Adlershof aufgezeichnet und werden als dritte Folge am 8. Dezember 2019 ausgestrahlt.
In dieser Phase trug jeder der 18 verbliebenen Teilnehmer ein Lied vor. Lutz Hiller musste aus gesundheitlichen Gründen vorzeitig ausscheiden, jedoch darf er bei der kommenden Staffel erneut teilnehmen. Jeder Coach wählte zwei seiner Teammitglieder für das Finale aus.
| Auftritt             | Sänger/in                    | Alter                | Song                             | Coach-Entscheidung          |
| Team Michael Patrick | Team Michael Patrick         | Team Michael Patrick | Team Michael Patrick             | Team Michael Patrick        |
| -------------------- | ---------------------------- | -------------------- | -------------------------------- | --------------------------- |
| 1                    | Lutz Adam                    | 67                   | Blowin’ in the Wind              | —                           |
| 2                    | Rainer Bach                  | 71                   | Shotgun                          | —                           |
| 3                    | Silvia Christoph             | 69                   | Nutbush City Limits              | Grünes Häkchensymbol für ja |
| 4                    | Dieter Waldhelm              | 80                   | Wenn ich einmal reich wär        | —                           |
| 5                    | Eva Norel                    | 67                   | Hero                             | Grünes Häkchensymbol für ja |
| Team BossHoss        |                              |                      |                                  |                             |
| 6                    | Agata Mongiovi Bonafe        | 60                   | Ain’t Nobody                     | —                           |
| 7                    | Dieter „Monty“ Bürkle        | 75                   | Bridge over Troubled Water       | Grünes Häkchensymbol für ja |
| 8                    | David Warwick                | 65                   | Piano Man                        | —                           |
| 9                    | Renate Akkermann             | 80                   | Die Liebe bleibt                 | Grünes Häkchensymbol für ja |
| 10                   | Jörg Ahlich                  | 60                   | The Final Countdown              | —                           |
| Team Yvonne          |                              |                      |                                  |                             |
| 11                   | John Wiseman                 | 82                   | The Quest (The Impossible Dream) | —                           |
| 12                   | Michael Poteat               | 60                   | There’s Nothing Holdin' Me Back  | Grünes Häkchensymbol für ja |
| 13                   | Thomas Nestler               | 63                   | Junge, komm bald wieder          | —                           |
| 14                   | Dennis LeGree                | 65                   | Circle of Life                   | Grünes Häkchensymbol für ja |
| Team Sasha           |                              |                      |                                  |                             |
| 15                   | Klaus Diercks                | 66                   | Trouble                          | Grünes Häkchensymbol für ja |
| 16                   | Jenny Evans                  | 65                   | Close to You                     | —                           |
| 17                   | Ernst Turba & Rüdiger Zaczyk | 67 / 61              | Bye Bye, Love                    | —                           |
| 18                   | Monika Smets                 | 68                   | Ave Maria                        | Grünes Häkchensymbol für ja |

## Dritte Phase: Das Finale
Das Finale fand am 15. Dezember 2019 in Berlin statt. Die Bühnenauftritte wurden wie bei The Voice Kids mit einer 45-minütigen Zeitversetzung ausgestrahlt, erst ab der Bekanntgabe des Zuschauervotings wurde live übertragen.
Die Siegerin der zweiten Staffel von The Voice Senior wurde Monika Smets aus dem Team Sasha.
| Sänger/in             | Alter         | 1. Runde Song                  | Coach-Entscheidung          | 2. Runde Song                 | Rang          |               |  |
| Team BossHoss         | Team BossHoss | Team BossHoss                  | Team BossHoss               | Team BossHoss                 | Team BossHoss | Team BossHoss |  |
| --------------------- | ------------- | ------------------------------ | --------------------------- | ----------------------------- | ------------- | ------------- |  |
| Dieter „Monty“ Bürkle | 76            | Sex Bomb                       | Grünes Häkchensymbol für ja | I’ll Never Fall in Love Again | 2. Platz      |               |  |
| Renate Akkermann      | 80            | Liebe mich!                    | —                           |                               |               |               |  |
| Team Michael Patrick  |               |                                |                             |                               |               |               |  |
| Eva Norel             | 67            | Greatest Love of All           | —                           |                               |               |               |  |
| Silvia Christoph      | 69            | It’s a Man’s Man’s Man’s World | Grünes Häkchensymbol für ja | Somebody to Love              | 2. Platz      |               |  |
| Team Yvonne           |               |                                |                             |                               |               |               |  |
| Michael Poteat        | 60            | September                      | —                           |                               |               |               |  |
| Dennis LeGree         | 65            | Georgia on My Mind             | Grünes Häkchensymbol für ja | A Change Is Gonna Come        | 2. Platz      |               |  |
| Team Sasha            |               |                                |                             |                               |               |               |  |
| Monika Smets          | 68            | Alleluja                       | Grünes Häkchensymbol für ja | Adeste fideles                | 1. Platz      |               |  |
| Claus Diercks         | 66            | Do I Ever Cross Your Mind      | —                           |                               |               |               |  |

## Einschaltquoten
| Folge | Sendung         | Datum         | Zuschauer | Zuschauer       | Marktanteil | Marktanteil     | Quelle |
| Folge | Sendung         | Datum         | Gesamt    | 14 bis 49 Jahre | Gesamt      | 14 bis 49 Jahre | Quelle |
| ----- | --------------- | ------------- | --------- | --------------- | ----------- | --------------- | ------ |
| 01    | Blind Auditions | 24. Nov. 2019 | 2,48 Mio. | 1,07 Mio.       | 8,1 %       | 9,6 %           | [ 6 ]  |
| 02    | Blind Auditions | 1. Dez. 2019  | 1,93 Mio. | 0,73 Mio.       | 6,3 %       | 7,3 %           | [ 7 ]  |
| 03    | Sing Offs       | 8. Dez. 2019  | 1,57 Mio. | 0,49 Mio.       | 5,6 %       | 5,5 %           | [ 8 ]  |
| 04    | Finale          | 15. Dez. 2019 | 1,62 Mio. | 0,50 Mio.       | 5,7 %       | 5,4 %           | [ 9 ]  |